# Уйбат (посёлок)
Уйбат — посёлок в Усть-Абаканском районе Хакасии, расположен вдоль реки Уйбат, у железнодорожной линии Абакан — Ачинск, неподалёку от аала Чарков, в степной части района. В 20 км к северо-востоку находится солёное озеро Улуг-Коль.
Число постоянных хозяйств 33, население 108 человек, в основном русские, хакасы (01.01.2004).

## Население
| 2002 | 2010 |
| ---- | ---- |
| 91   | ↘69  |